# Stephanie Cayo
Stephanie Cristina Cayo Sanguinetti (Lima, 8 de abril de 1988), mais conhecida como Stephanie Cayo, é uma atriz peruana.

## Biografia e carreira
Cayo nasceu em Lima, Peru.  Aos 9 anos, apareceu na telenovela peruana Travesuras del Corazón.  Mais tarde, ela apareceu como personagem principal em várias séries de Televisão, particularmente ganhando exposição internacional como a principal personagem feminina na série internacional Besos Robados. 
Ainda muito jovem, ela se mudou para Nova York para estudar teatro e atuação em escolas como  como The Actors Studio, The New York film Academy e Broadway Dance Center. Ela chama esse momento de sua vida como uma das etapas mais importantes da minha vida, descobrindo meu eu e minha arte.  
Aos 18 anos, mudou-se para a Colômbia após uma carreira de sucesso como atriz em séries de Televisão como El Secretario e The Hypochondriac, que lançou sua carreira ganhando muitos reconhecimentos por seu trabalho e importantes prêmios como  prestigiada Índia Catalina de Melhor Atriz Feminina em um programa de TV por seu trabalho em El Secretario no Festival de Cinema de Cartagena.
Ela começou a dançar, bem como teatro musical desde os primeiros anos.  Em 2012, enquanto terminava de filmar El Secretario, conseguiu o papel principal de Roxie Hart em três meses do musical Chicago, na Colômbia, com mais de 1.500 espectadores.

## Vida pessoal
Seus pais são italianos que residiam no Peru.  Ela tem duas irmãs, Bárbara Cayo e Fiorella Cayo. Em 2013, começou um relacionamento com Chad Campbell eles se casaram após 4 anos de namoro.

## Filmografia
| Ano  | Titulo                             | Papel    | Notas        |
| ---- | ---------------------------------- | -------- | ------------ |
| 2005 | Piratas en el Callao               | Alberto  | Dublagem     |
| 2018 | Yucatán                            | Véronica |              |
| 2019 | Bad Impulse                        | Lucia    |              |
| 2022 | Hasta que nos volvamos a encontrar | Ariana   | Protagonista |

### Televisão
| Ano       | Titulo                 | Papel                     | Notas                             |
| --------- | ---------------------- | ------------------------- | --------------------------------- |
| 1998      | Travesuras del corazón | Cinthia                   |                                   |
| 1999      | María Emilia, querida  | Gabriela Aguirre González |                                   |
| 2004      | Besos robados          | Paloma Velacochea         | Papel principal                   |
| 2006      | Rebelde                | Wanda                     | 1 Episódio                        |
| 2007      | La marca del deseo     | María Valentina           | Papel principal                   |
| 2008      | Tiempo final           |                           | Episódio: "Cada vez que respiras" |
| 2010      | Doña Bella             | Evangelina Rosales        | 95 Episódios                      |
| 2011–2012 | El Secretario          | Antonia Fontalvo          | Papel principal                   |
| 2013      | La hipocondríaca       | Macarena González         | Papel principal                   |
| 2015–2019 | Club de Cuervos        | Mary Luz Solari           | 34 Episódios                      |
| 2016      | La Hermandad           | Milena                    | Papel principal                   |
| 2017      | El Comandante          | Mónica Zabaleta           |                                   |